# ستاره کربنی

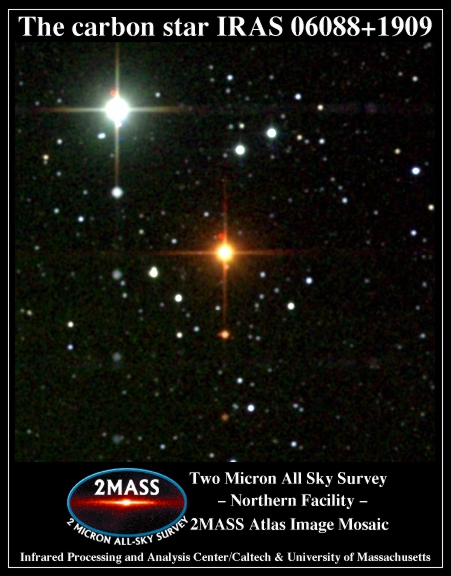
نمایی از ستارهٔ کربنی در نزدیکی ضد مرکز کهکشان - IRAS 06088+1909

ستاره‌های کربنی یا ستاره‌های نوع سی گونه‌ای از اجرام فضایی هستند.
این ستاره‌های نادر، دارای تراکم کربن بالا (بیشتر از اکسیژن) و دمای پایین —بین ۳۰۰۰ تا ۵۰۰۰ درجه کلوین— بوده و در گروه غول‌های سرد قرار می‌گیرند. رنگ این ستاره‌ها اغلب نارنجی پررنگ یا قرمز است.

## تشکیل
ستاره‌ها در گام‌های پایانیِ تکامل خود، به علت ازدیاد ناگهانی سیلان انرژی ایجاد شده توسط سوخت هلیوم، دچار تغییرات بلند مدت می‌شوند. اگر ستاره به اندازهٔ کافی جرم داشته باشد، نقاط همرفتی ِ انتقال گرما پس از ترکیب و ادغام با یکدیگر به داخل هسته فرو می‌پاشد و ستاره تبدیل به غول سرخ می‌شود. اگر ستاره دارای تراکم اکسیژن بسیار باشد تبدیل به غول سرخ ِ غنی از اکسیژن می‌شود و اگر دارای تراکم کربن زیاد باشد به غول ِ سرخ ِ غنی از کربن یا ستاره کربنی تبدیل خواهد شد. تولید عنصر سنگینی چون کربن نیاز به این دارد که ستاره در مراحل پایانی تکامل خود باشد. حضور اضافی لیتیم نشان می دهد که اکسیژن و کربن توسط واکنش‌های هسته‌ای در هسته ستاره تولید شده و سپس به سطح آن منتقل می‌شود.